# Grażyna Pękalska
Grażyna Pękalska z d. Krauzowicz (ur. 6 czerwca 1953 w Warszawie, zm. 22 stycznia 2010 w Piasecznie) – polska łuczniczka, trenerka, rekordzistka świata.
Łuczniczka związana w latach 1969–1987 ze stołecznymi klubami Drukarz Warszawa i Marymont Warszawa. Wielokrotna rekordzistka Polski i medalistka mistrzostw Polski w kategorii juniorów i seniorów. W 1972 roku ustanowiła rekord świata seniorów w konkurencji FITA w strzelaniu na odległość 30 m z wynikiem 341 pkt. Rekord ten został pobity w 1974 roku przez Chinkę Wang Wen-Chuan. W 1974 roku reprezentowała Polskę na mistrzostwach Europy w Jugosławii – zajęła na nich 21. miejsce, a w 1975 na mistrzostwach świata w Szwajcarii zajęła 49. miejsce.
W 1976 ukończyła studia na Akademii Wychowania Fizycznego w Warszawie, broniąc pracę magisterską pod tytułem: „Powstanie i rozwój łucznictwa tarczowego w Polsce”. Była pierwszą absolwentką tej uczelni, która uzyskała stopień trenera klasy II w łucznictwie. Po kilku latach pracy w klubie Marymont uzyskała stopień trenera klasy I.
Została pochowana na Komunalnym Cmentarzu Południowym.